# Pachydactylus labialis
Espèce
Synonymes
- Pachydactylus capensis labialis FitzSimons, 1938

Statut de conservation UICN

 LC  : Préoccupation mineure
Pachydactylus labialis est une espèce de geckos de la famille des Gekkonidae.

## Répartition
Cette espèce est endémique d'Afrique du Sud. Elle se rencontre dans l'ouest du Cap-du-Nord et dans le nord du Cap-Occidental.

## Publication originale
- FitzSimons, 1938 : Transvaal Museum Expedition to South-West Africa and Little Namaqualand, May to August 1937 - Reptiles and Amphibians. Annals of the Transvaal Museum, vol. 19, n. 2, p. 153-209 (texte intégral).